# Lukovo (żupania licko-seńska)
Lukovo – wieś w Chorwacji, w żupanii licko-seńskiej, w mieście Senj. W 2011 roku liczyła 36 mieszkańców.